# Agha Hashar Kashmiri
Agha Hashar Kashmiri (in urdu غا حشر کاشمیری‎?; Varanasi, 3 aprile 1879 – Lahore, 28 aprile 1945) è stato un poeta e drammaturgo pakistano di lingua urdu.

## Biografia
Agha Hashar Kashmiri da bambino fu attratto dalla poesia e dalla musica, ma dopo aver assistito ad una recita teatrale si appassionò ai drammi. Da adolescente ricevette un'educazione religiosa musulmana, poiché suo padre era contrario a quella occidentale. Studiò prevalentemente le opere di Shakespeare, Sheridan, Ferdowsi, oltre al Rāmāyaṇa e al Mahābhārata.
Agha Hashar Kashmiri si occupò durante la sua carriera letteraria soprattutto di teatro, sia nel campo della recitazione sia nella stesura di drammi, che gli assicurò consensi di critica e di pubblico destinati a non scemare col passare degli anni.
La critica letteraria lo ha definito il nuovo "Shakespeare della drammaturgia Urdu", e lo
considera il fondatore del teatro urdu del Novecento, ruolo che si consolidò dopo una prima fase giovanile letteraria caratterizzata dalla presenza di note tradizionali del teatro urdu, quali le invenzioni favolistiche, le componenti musicali e danzanti. In questo periodo Agha Hashar Kashmiri lavorò a Bombay, dal 1901 al 1905, con una compagnia teatrale Parsi prima di trasferirsi a Calcutta, dove redasse diversi riadattamenti di opere shakespeariane.
Anche se questi elementi presenti nelle opere Il discepolo del dubbio e Prigioniero della passione, conservarono negli anni successivi una importanza basilare, furono a mano a mano affiancati da tendenze realistiche, come evidenziarono Il sogno dell'esistenza e La figlia del giudeo.
La fase conclusiva della carriera di Agha Hashar Kashmiri si contraddistinse per il suo impegno come osservatore e analizzatore di fenomeni sociali e politici e come innovatore di usi e costumi, rivelato in opere scritte prevalentemente in lingua hindi.
Negli ultimi anni di vita, si trasferì a Lahore per intraprendere l'attività cinematografica, ma morì prima di terminare la sua prima opera in questo settore.
Le tematiche più consuete descritte da Agha Hashar Kashmiri nei suoi lavori, si ispirarono al Rāmāyaṇa, come nel caso di Sita Banbas, oppure al mondo della prostituzione (Bilwa Mangal, Aankh ka Nasha), oppure ancora alle tragedie persiane (Rustom O Sohrab).

## Opere
- Aaftab-e-Mohabbat, 1895.
- Murid-e-Shak riadattamento de Il racconto d'inverno di Shakespeare, 1899.
- Nare Aasteen, 1899.
- Asser--e-Hiras, ispirato all'opera Pizarro di Sheridan, 1901.
- Meethi Churi, 1901.
- Dame-Husun/Thandi Aagh, 1901.
- Shahide Nan, 1902.
- Saide Hawas, basata sull'opera Re Giovanni di Shakespeare, 1905.
- Safaid Khoon, basata sull'opera Re Lear di Shakespeare, 1907.
- Khwabe Hasti, ispirata dal Macbeth di Shakespeare, 1908.
- Khoobsurat Bala ispirata dal Macbeth di Shakespeare, 1909.
- Silver King, basata sull'opera omonima di Henry Arthur Jones, 1910.
- Pehla Pyar, 1911.
- Van Devi, in Hindi, 1913.
- Bharat Ramani, 1914.
- Yahudi Ki Larki, 1915.
- Sher Ki Gharaz, 1918.
- 'Bilwa-Mangal, 1920.
- Madhur Murli, in Hindi 1920.
- Bhagirath Ganga, 1920.
- Rustum Soharab, 1920.
- Hindustan, 1921.
- Aurat Ka Pyar, 1921.
- Mashriki Hoor, 1922.
- Aankh Ka Nasha, 1923.
- Sita Vanvas, 1927.
- Bhisham Partighya, 1928.
- Bharati Bala, 1929.
- Dharmi Balak Gharib Ki Duniya, 1929.
- Dil Ki Pyas, 1930.[1]